# Почкина, Ольга Станиславовна
Ольга Станиславовна Почкина (род. 27 января 1990) — российская дзюдоистка, чемпионка и призёр первенств России среди кадетов, серебряный призёр первенства России среди юниоров, бронзовый призёр первенства Европы среди кадетов 2006 года, бронзовый призёр чемпионата России 2008 года, чемпионка Европы 2012 года в командном зачёте, мастер спорта России международного класса. Выступала в средней весовой категории (до 70 кг). Наставником Почкиной был Владимир Прядко.

## Спортивные результаты
- Первенство Европы по дзюдо среди кадетов 2006 года — ;
- Чемпионат России по дзюдо 2008 года — ;
- Кубок России по дзюдо 2011 года — [1];
- Первенство России по дзюдо среди молодёжи 2012 года — ;
- Этап Кубка Европы 2012 года, Борас — ;
- Этап Кубка Европы 2013 года, Оренбург — ;